# Gótico angevino

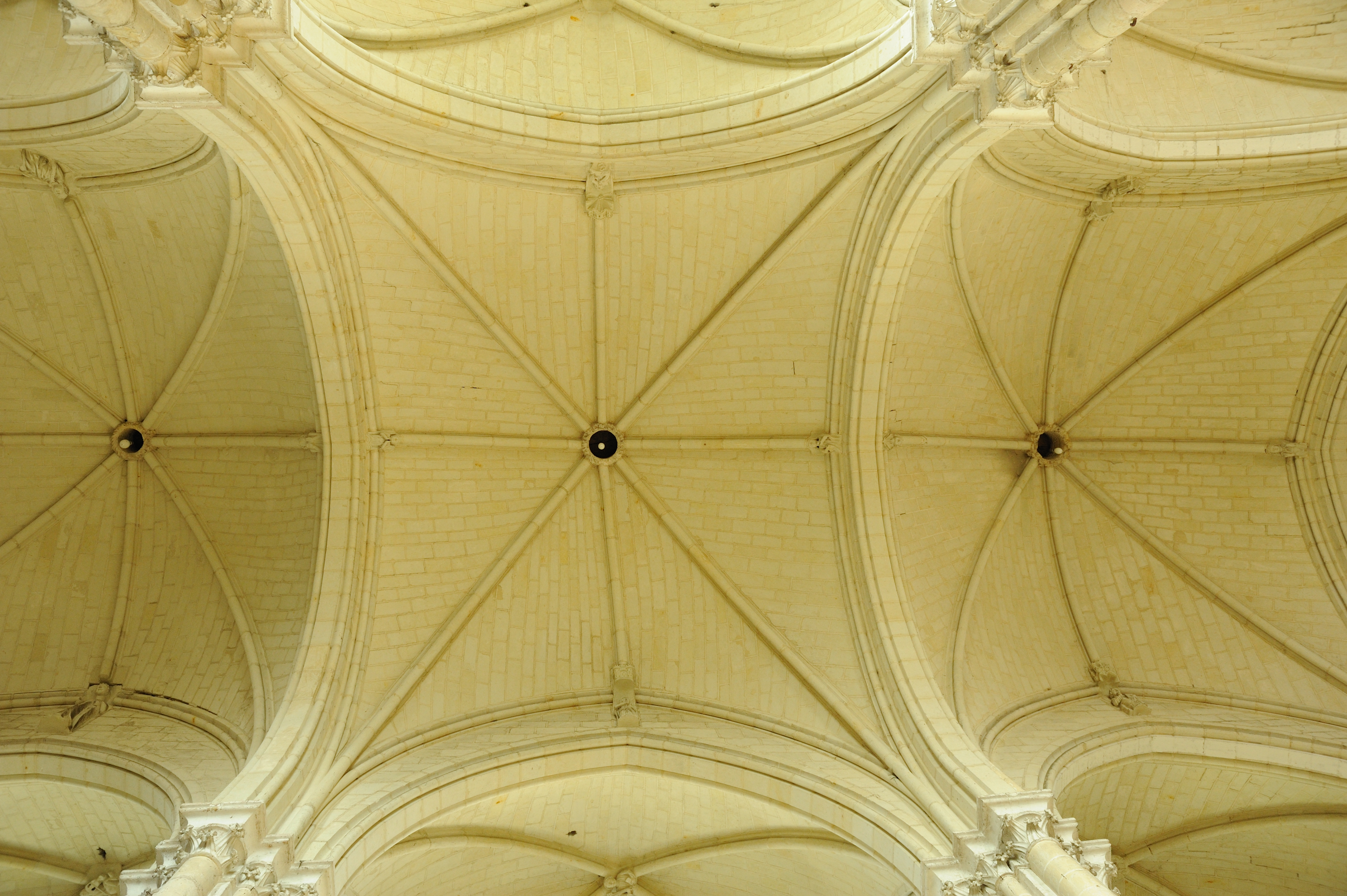
Bóveda de ojivas gótica angevina de la colegiata Notre-Dame de Puy

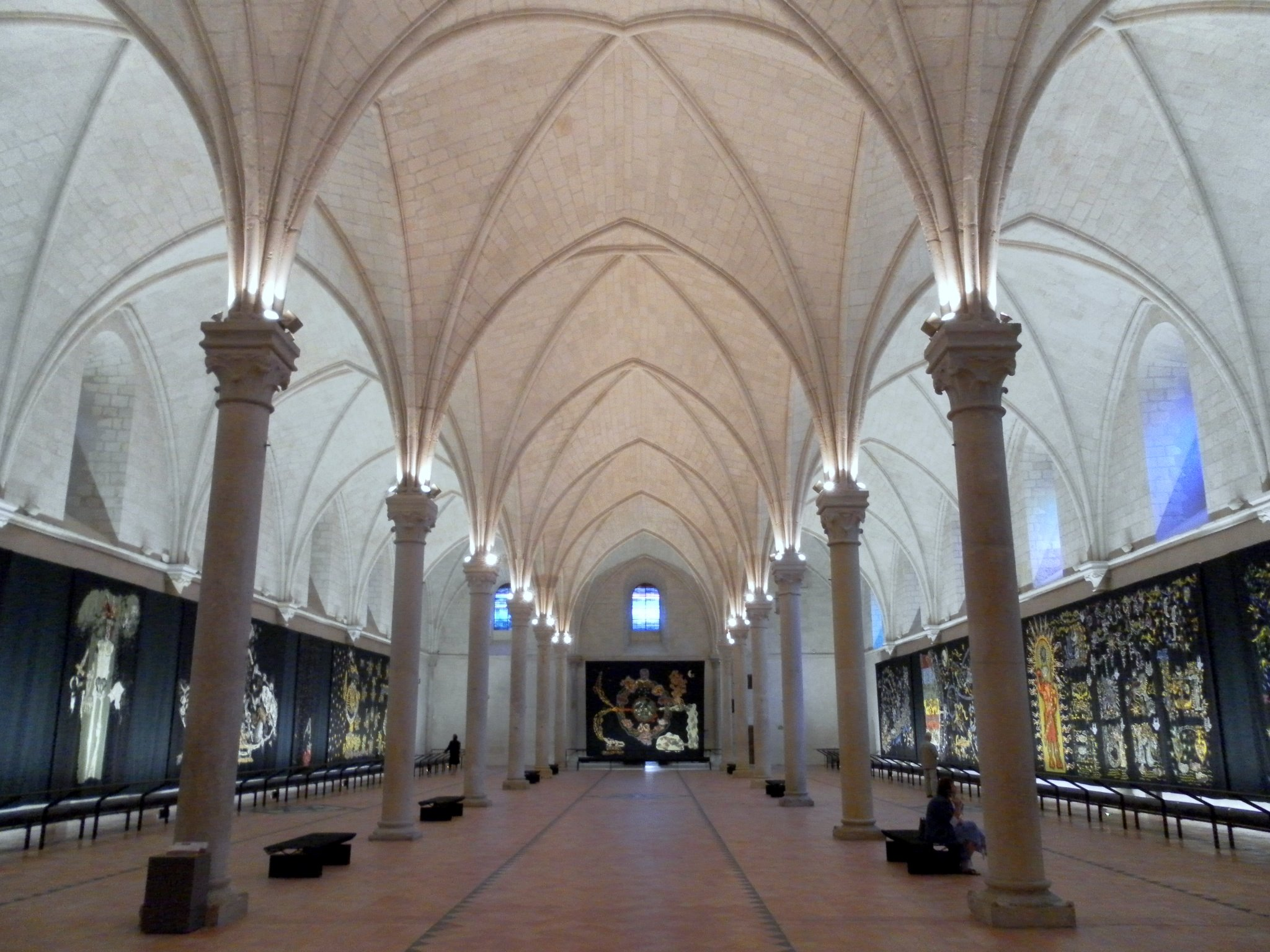
Bóvedas góticas angevinas del Hôpital Saint-Jean de Angers (actual Museo de Jean-Lurçat)

El gótico angevino, gótico Plantagenet o gótico occidental es una variante de la arquitectura gótica clásica.
El gótico angevino  o Plantagenet se extendió en el oeste de Francia, en Anjou, en Touraine, en Limousin, en Poitou, en Aquitania, Maine y en los reinos angevinos de Nápoles y de Sicilia.

## Características
El gótico angevino se distingue por sus fachadas diferentes de las de la Isla de Francia, que constan de tres portadas. La cabecera tampoco tiene necesariamente arbotantes, como en la catedral Saint-Pierre de Poitiers, cuya cabecera es un simple muro vertical.
Pero lo que caracteriza al gótico angevino son, sobre todo, las bóvedas. La bóveda angevina presenta un perfil muy abombado —clave significativamente más alta que los arcos apuntados y los arcos formeros—, mientras que la bóveda de la Isla de Francia es más plana —clave de bóveda al mismo nivel que los arcos apuntados y los arcos formeros—.
Estas bóvedas góticas notablemente abombadas están armadas a menudo con ocho nervaduras tóricas que irradian de una clave redonda. Este abovedado de nervaduras múltiples se da en Anjou en unos cuarenta edificios.
En la nave de la catedral de Angers, la clave de la bóveda está 3,5 metros más alta que la clave de los arcos apuntados y los arcos formeros.
En el siglo XII, las nervaduras más numerosas y gráciles caen sobre la parte superior de las columnas redondas, como en la abadía de Saint-Serge de Angers.
Este sistema, típico de mediados del siglo XII, es una combinación de influencias de la renovación del gótico —bóveda ojival— y de la arquitectura románica del oeste de Francia —iglesias con hileras de cúpulas, como la Catedral de Saint-Front de Périgueux o la catedral Saint-Pierre de Angulema—. Se caracteriza por una planta de nave única, sin pasillos laterales, y bóvedas de arista muy abombadas, poco inclinadas y que no requieren arbotantes.
En Poitiers, Leonor de Aquitania hizo construir en el palacio de los duques de Aquitania y condes de Poitou la magnífica Sala del Rey o sala de los Pasos Perdidos, a finales del siglo XII.

### En Francia
Entre los más bellos ejemplos de bóvedas angevinas:
- Abadía Saint Pierre y Paul convertida en Parroquia Notre-Dame de la Couture, Le Mans;[3]
- la catedral de Saint-Maurice de Angers;
- el antiguo hospital de San Juan de Angers (actual Museo Jean-Lurçat);
- la capilla del castillo de Angers;
- la colegiata de Saint-Martin de Angers;[4]
- la abadía de Louroux, en la comuna de Vernantes, en Maine y Loira;
- la catedral de Saint-Pierre de Poitiers;[5]
- la iglesia Sainte-Radegonde de Poitiers;
- el Palacio de los Duques de Aquitania, Condes de Poitou en Poitiers;
- la iglesia de Saint-Étienne de Celle-Lévescault, en Poitou;
- la catedral de Saint-Julien de Le Mans;
- la catedral de Saint-André de Burdeos;
- la Collégiale Notre-Dame de Puy-Notre-Dame;
- la catedral de la Sainte-Trinité de Laval.

Ejemplos de gótico angevino
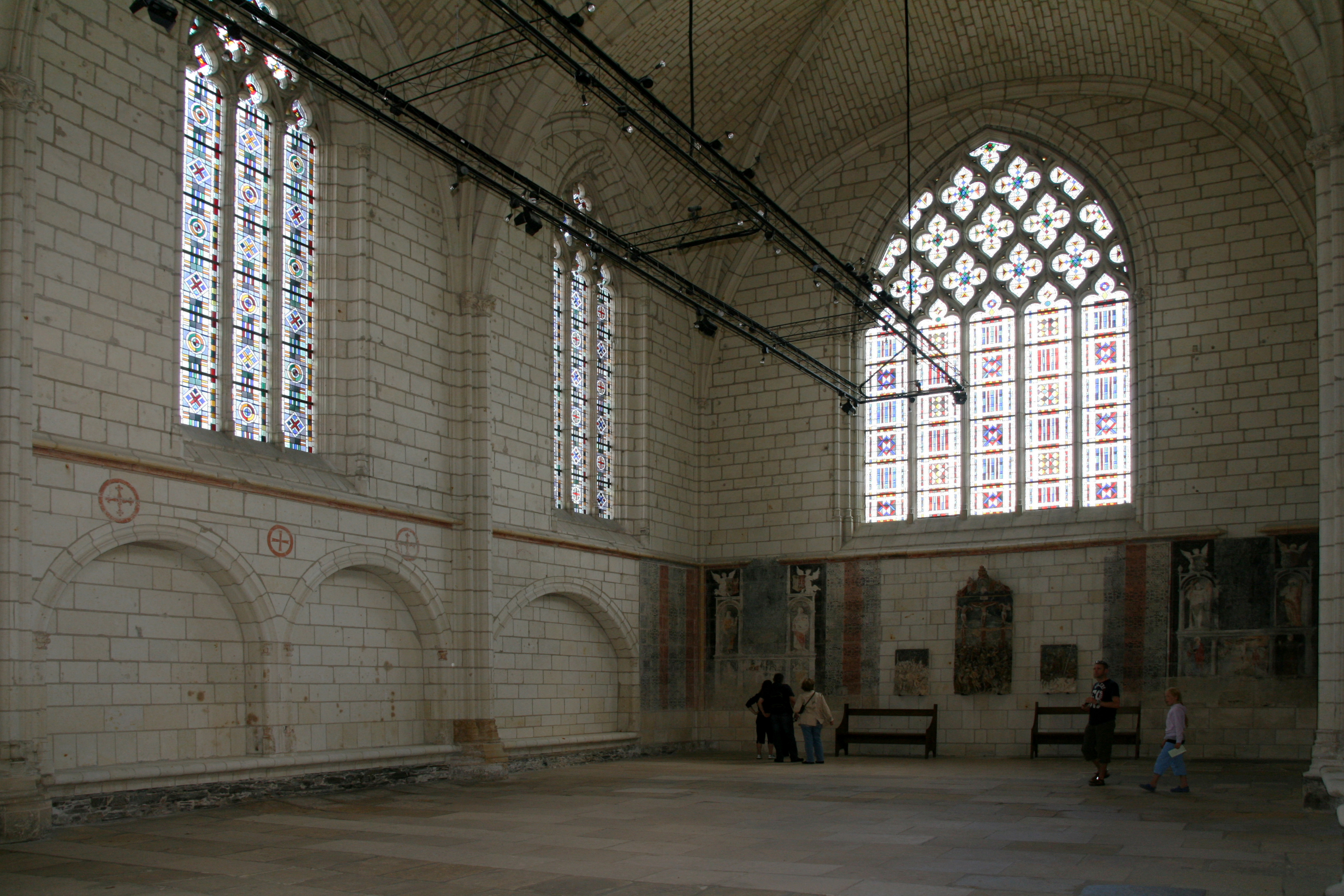
Bóvedas góticas angevinas de la capilla del castillo de Angers.
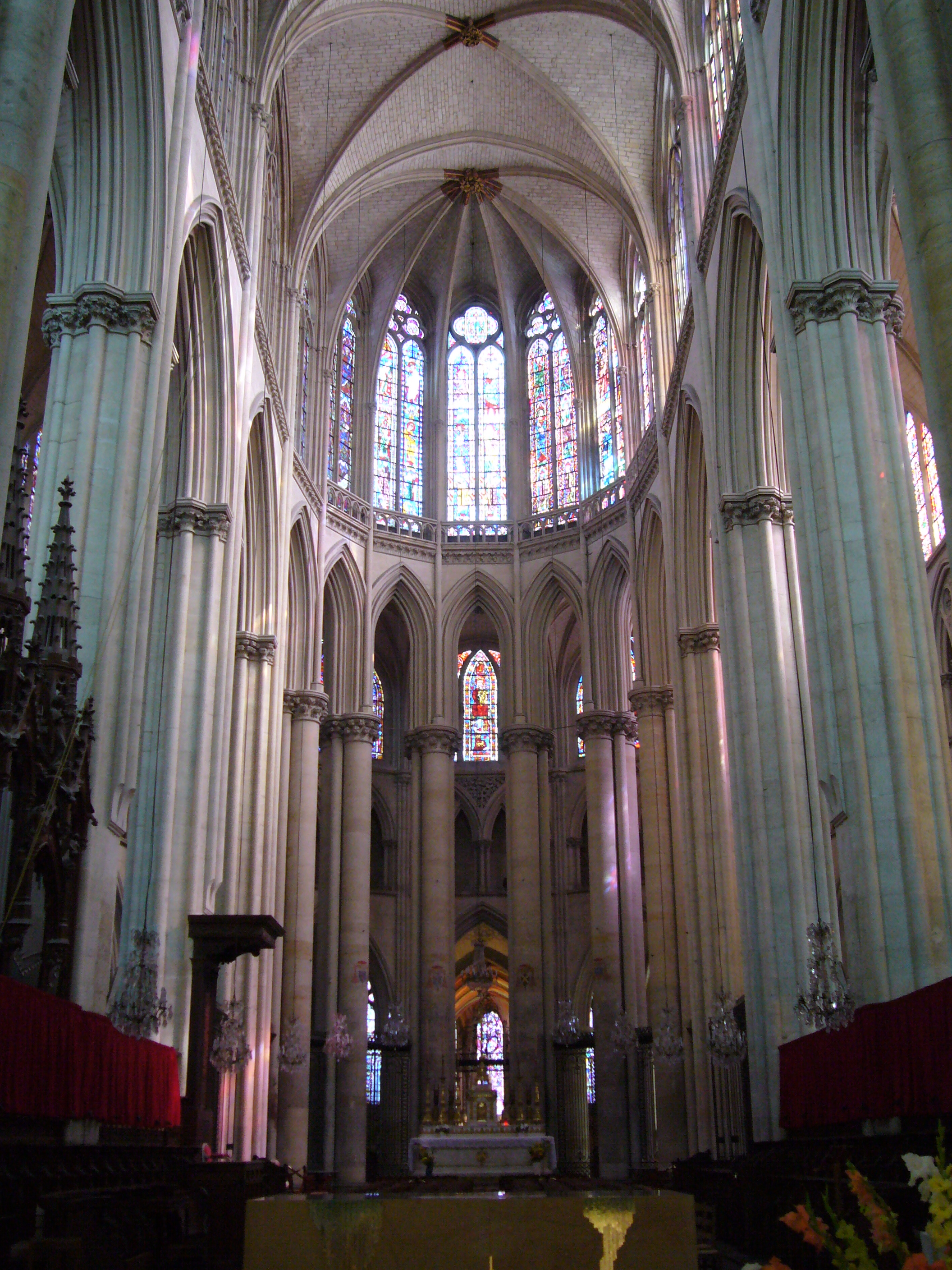
Bóvedas de estilo gótico angevino de la catedral de Saint Julien de Le Mans.
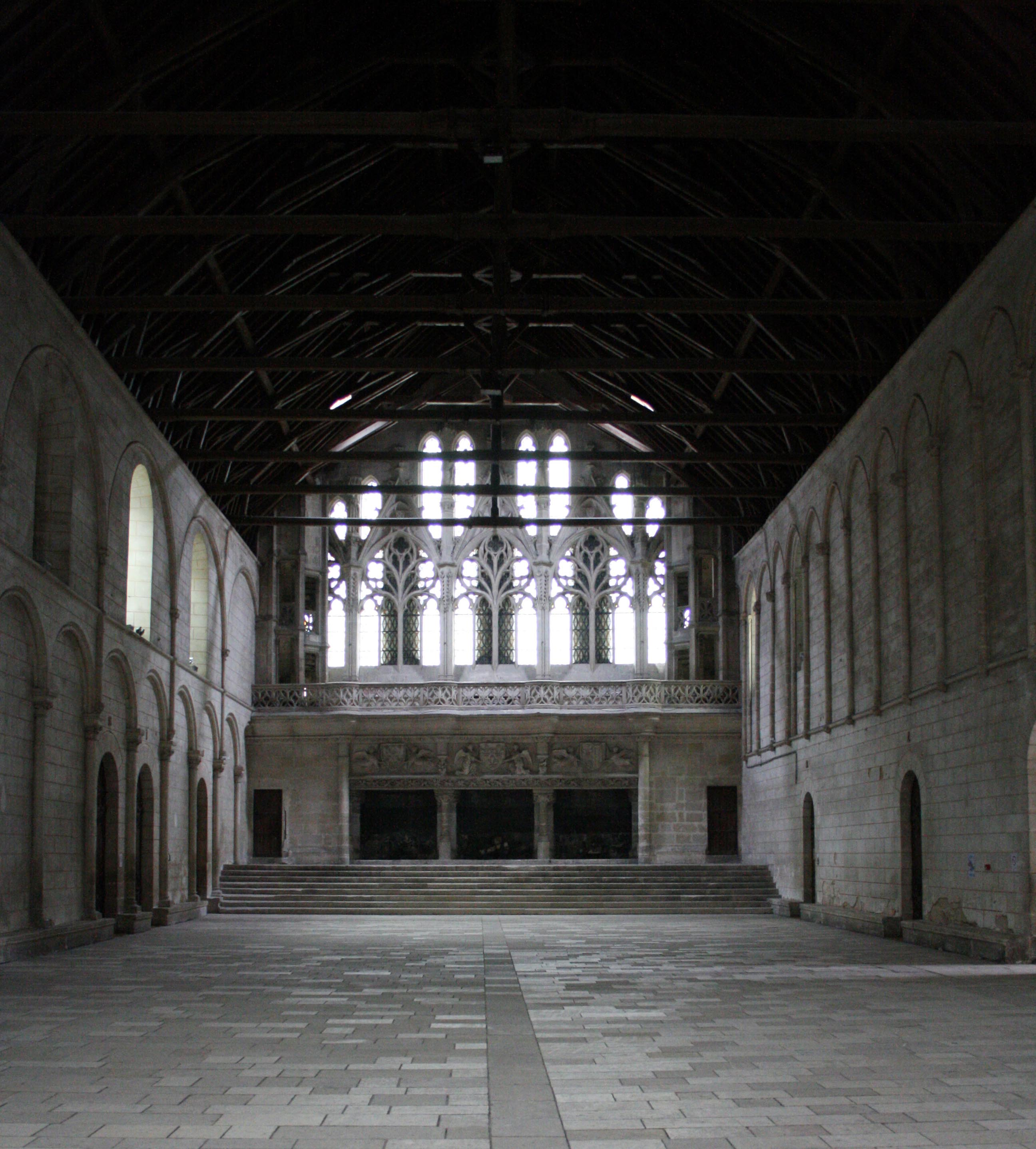
Estilo gótico angevino del antiguo palacio des duques de Aquitania, en Poitiers.
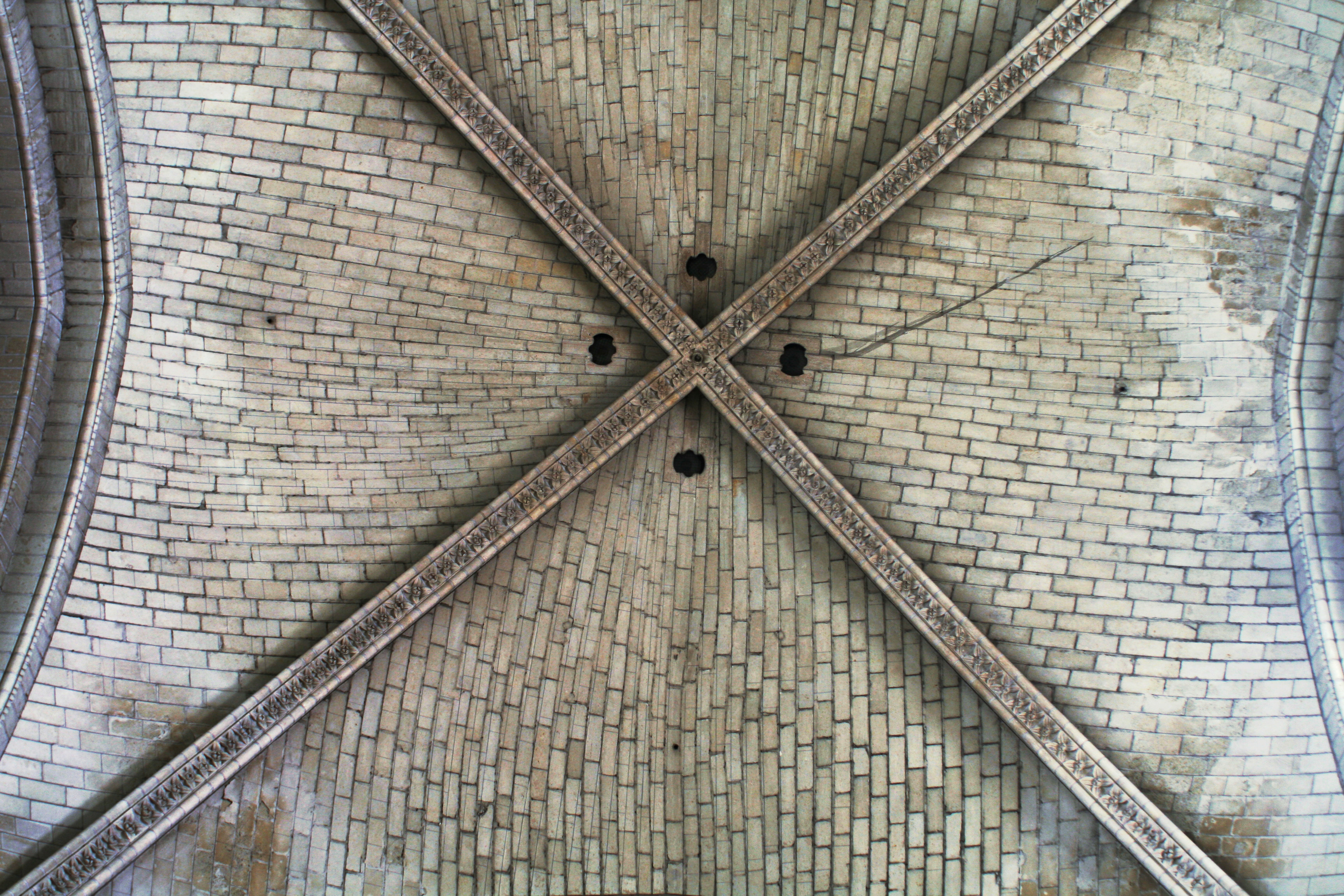
Clave de bóveda de la catedral de Angers.
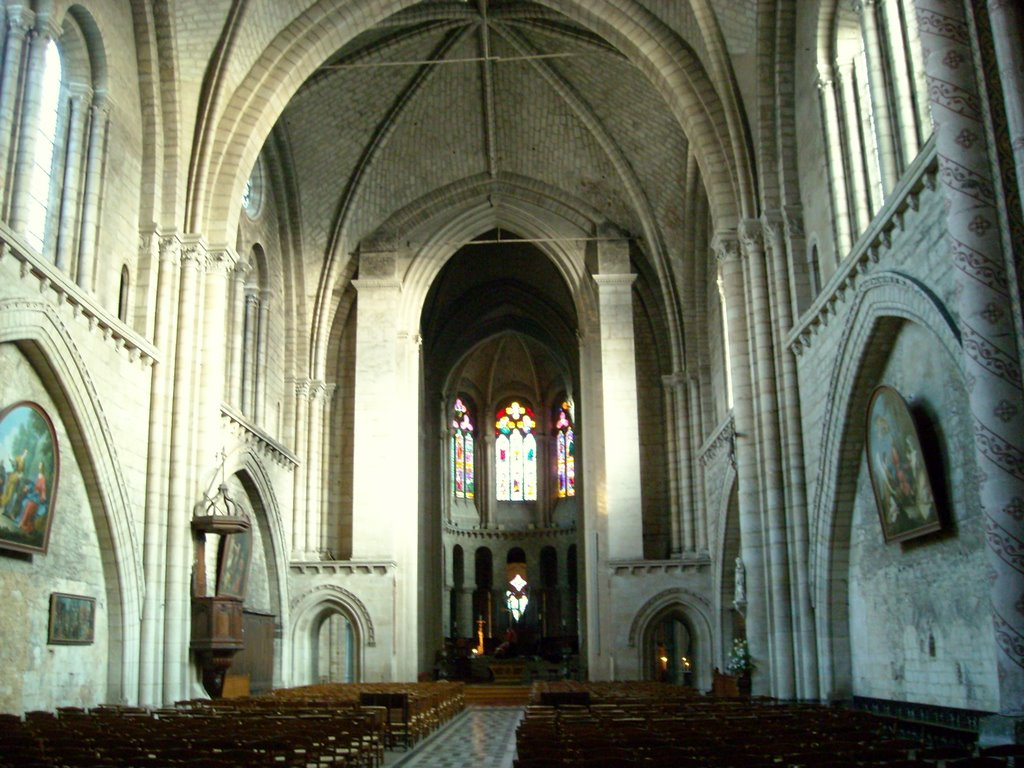
Vista interior  de Notre-Dame de la Couture

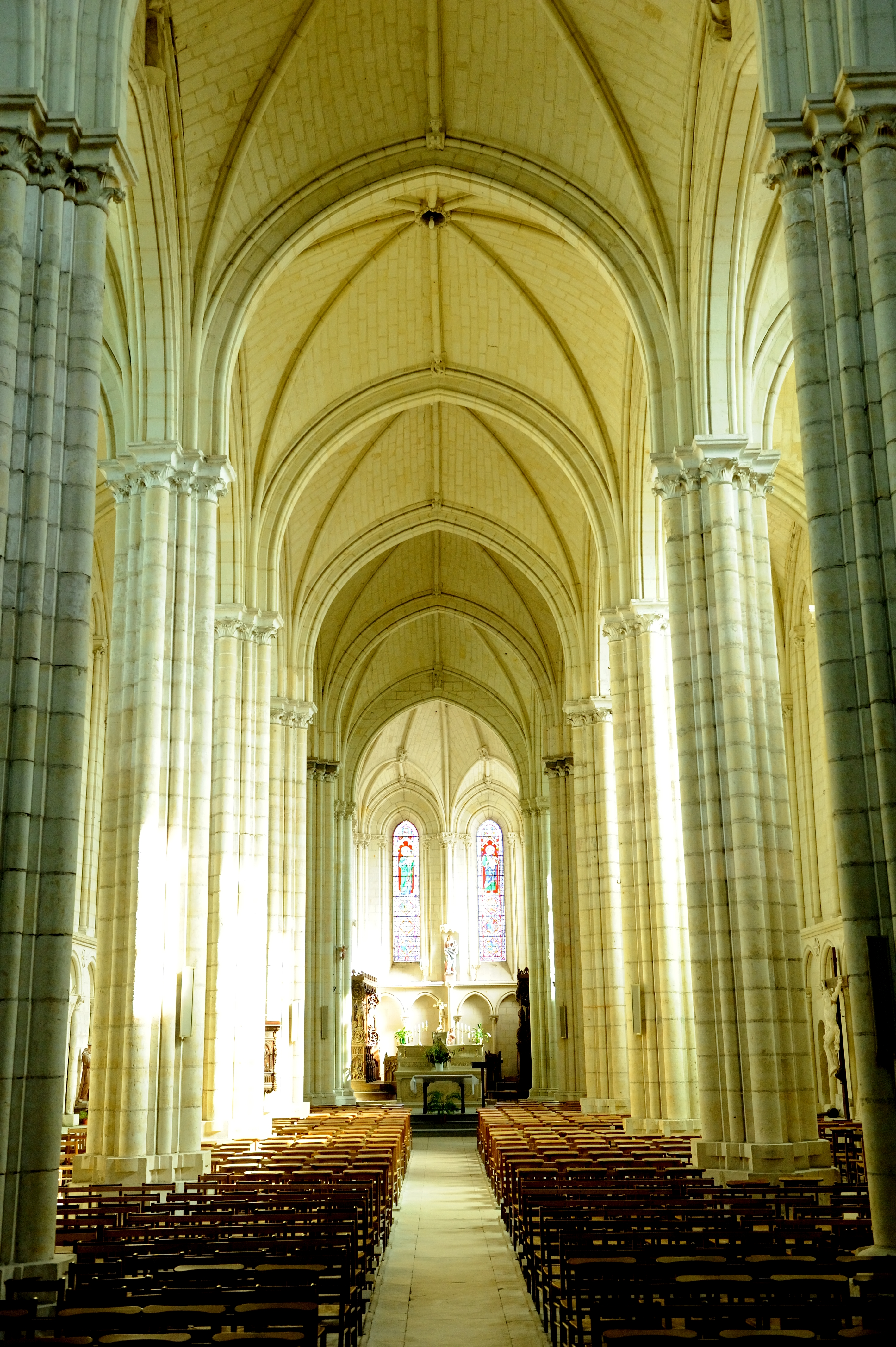
Nave de la colegiata Notre-Dame de Puy-Notre-Dame
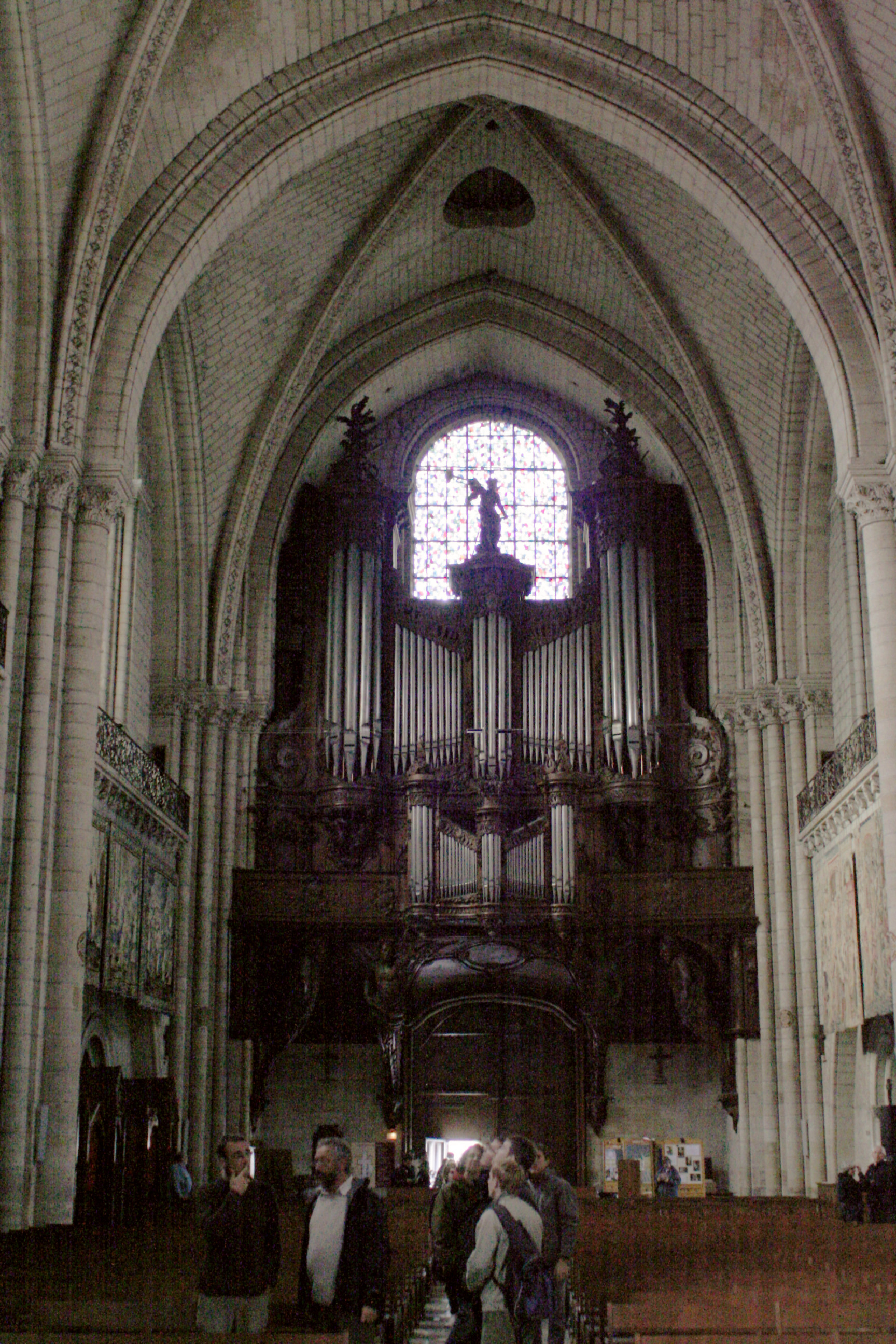
Bóvedas de estilo gótico angevino de la catedral de Angers
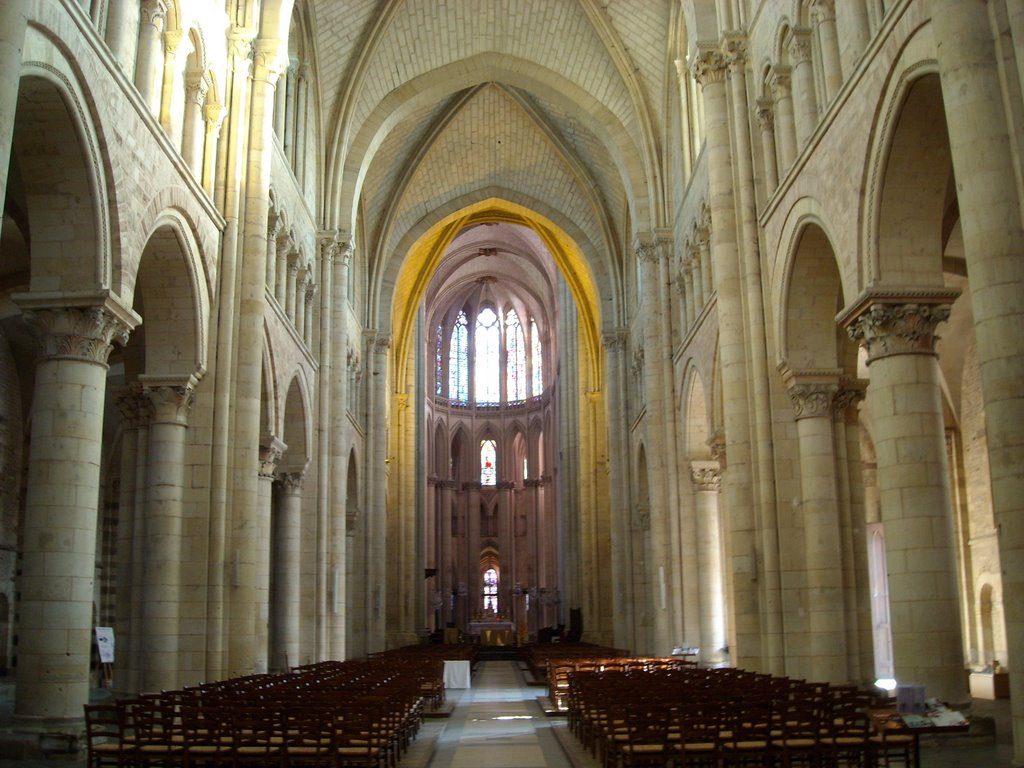
Bóvedas de ojivas angevinas de la catedral de Le Mans
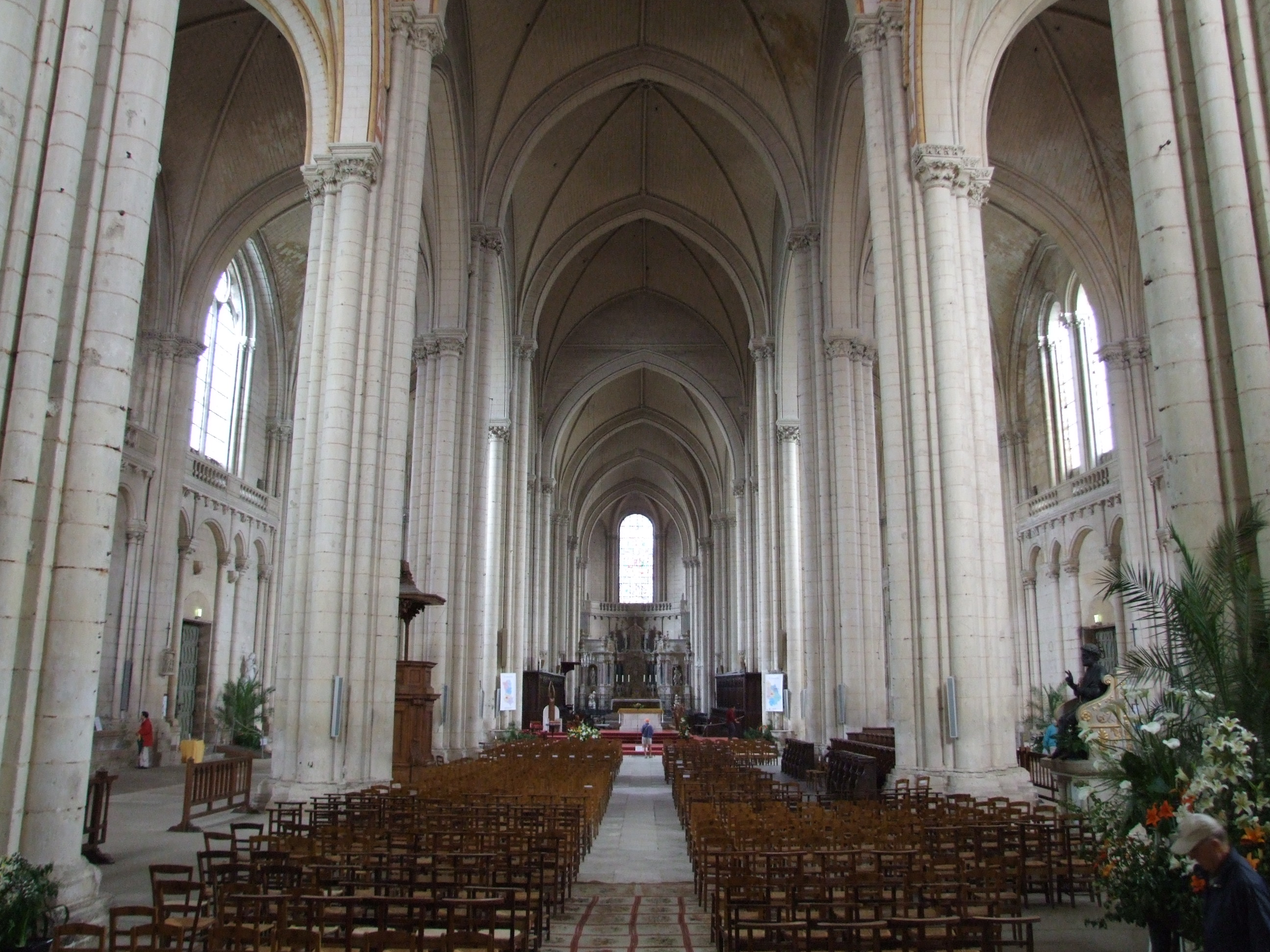
Bóvedas de estilo gótico angevino de la nave de la catedral de Poitiers
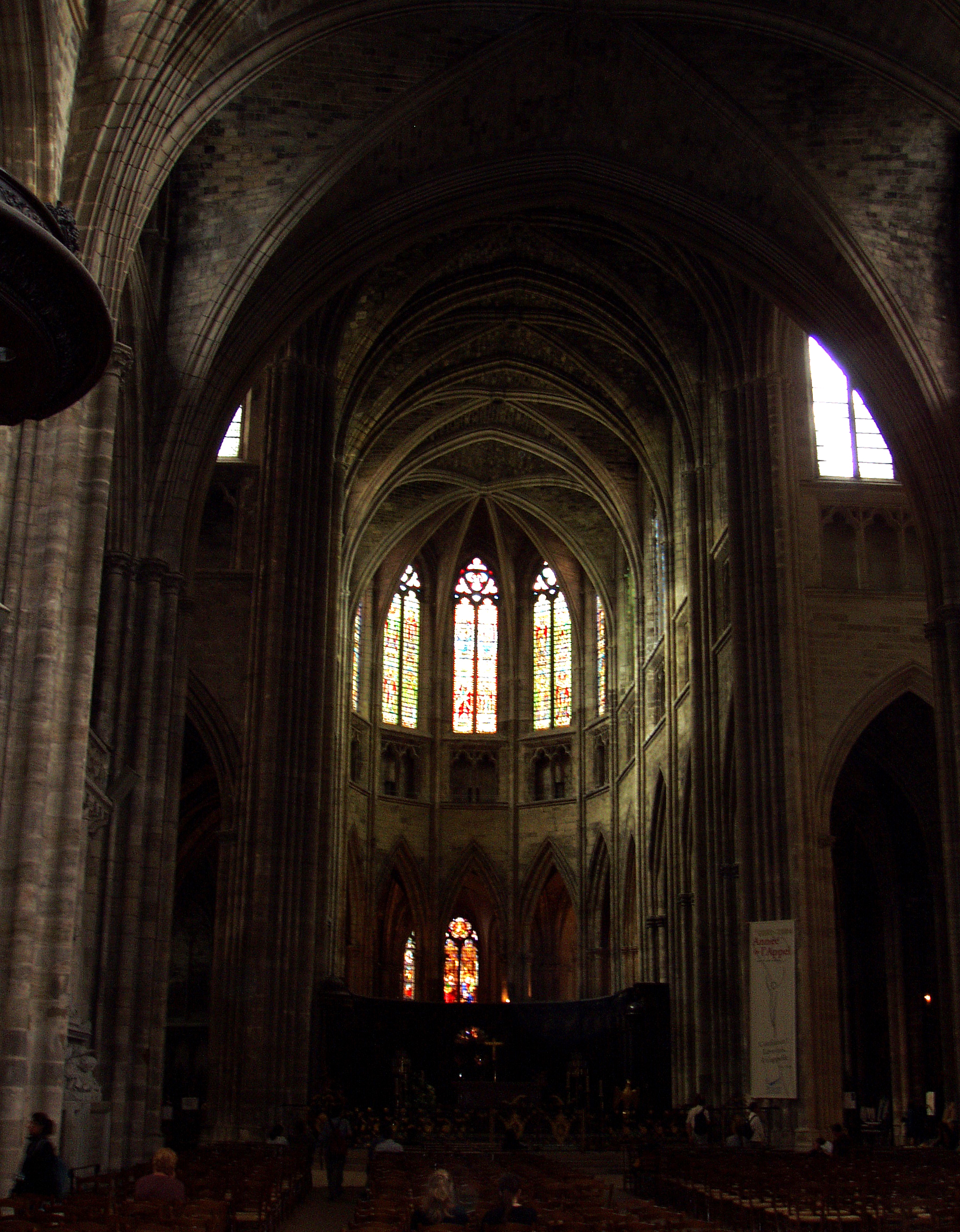
Nave y estilo gótico angevino de la catedral de Burdeos.
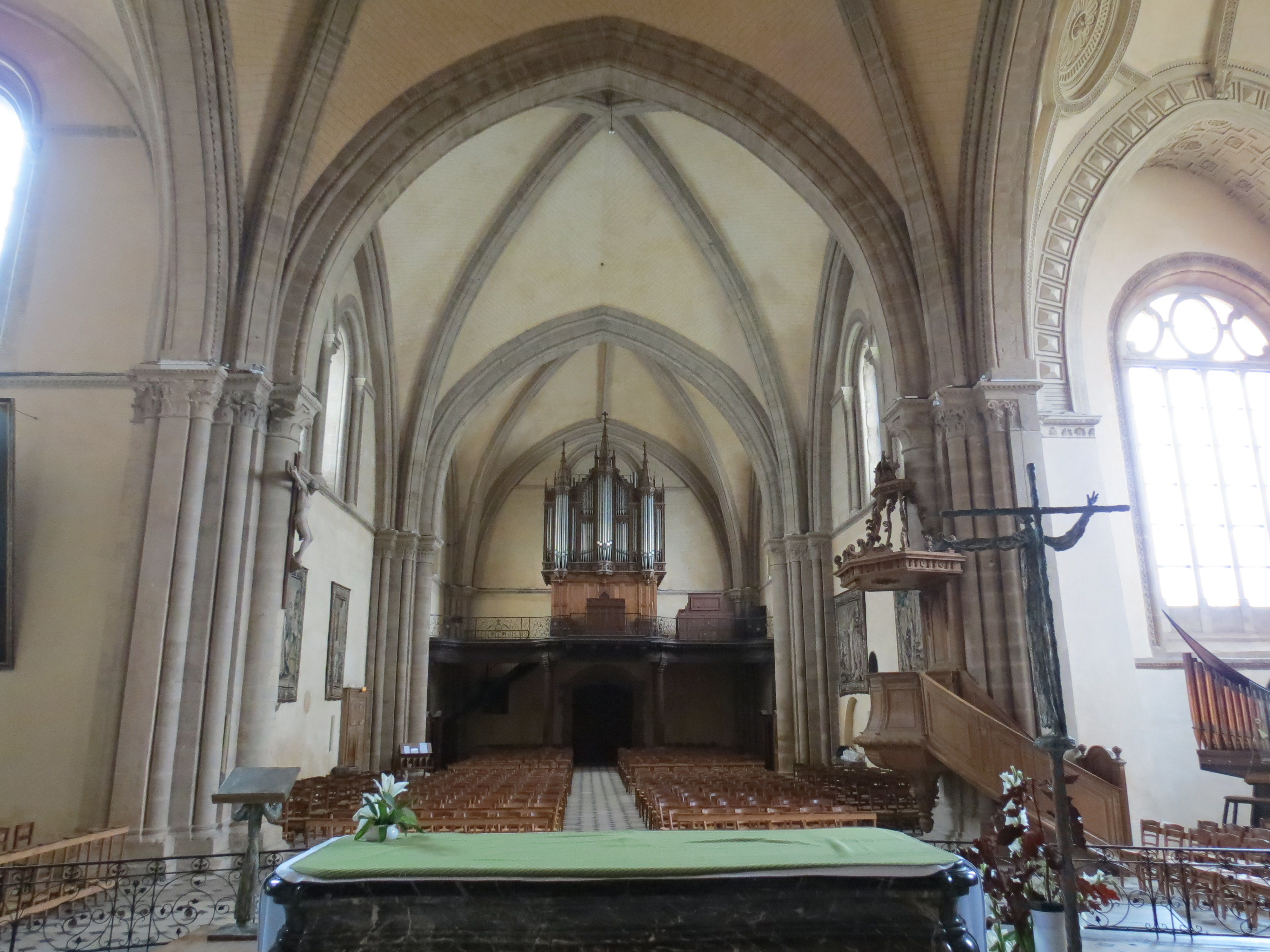
Las bóvedas abombadas de la nave de la catedral de Laval.

### Fuera de Francia

#### De las bóvedas angevinas a las bóvedas westfalicas

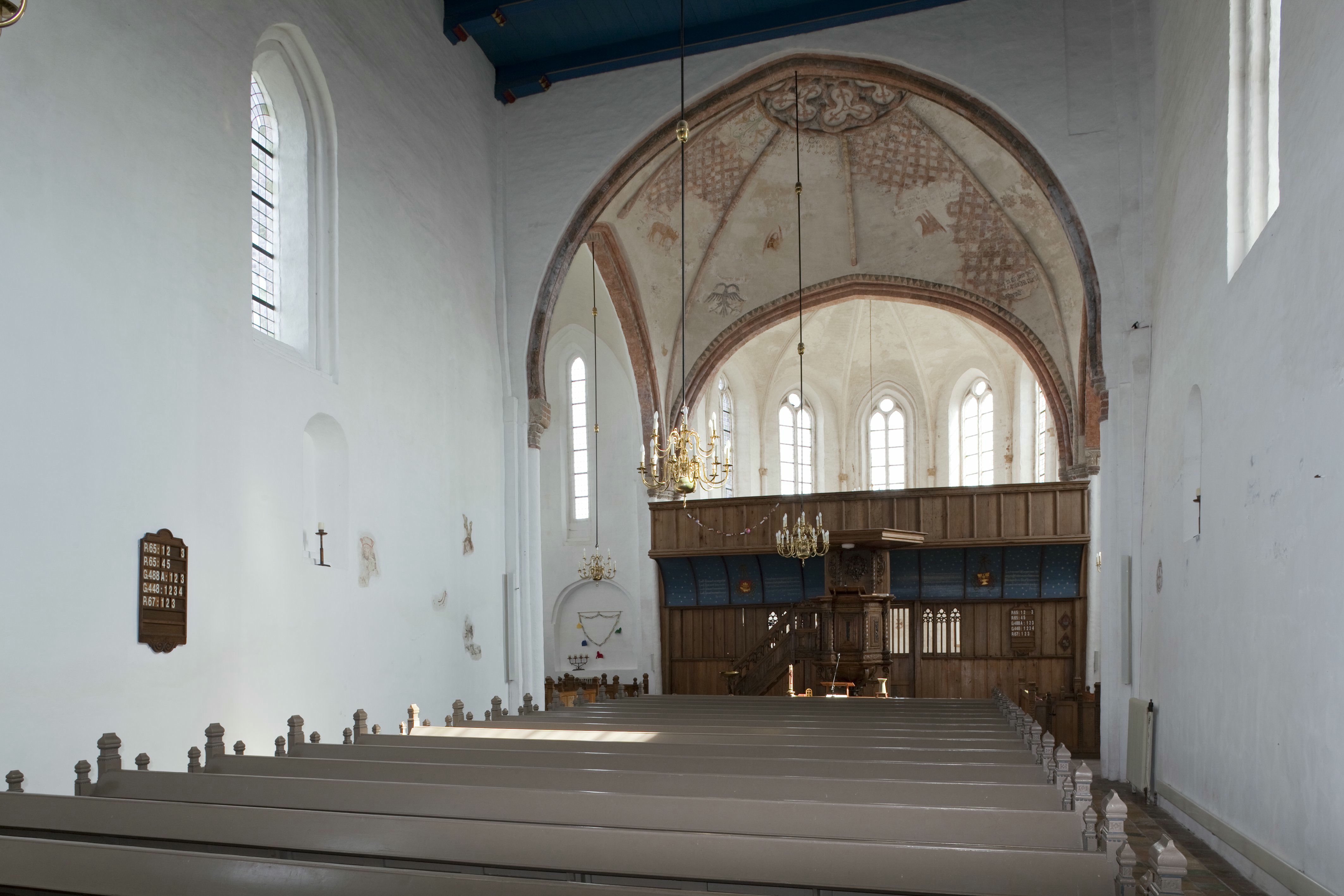
Bóvedas "westfalicas" de la iglesia de Holwierde, Provincia de Groningen

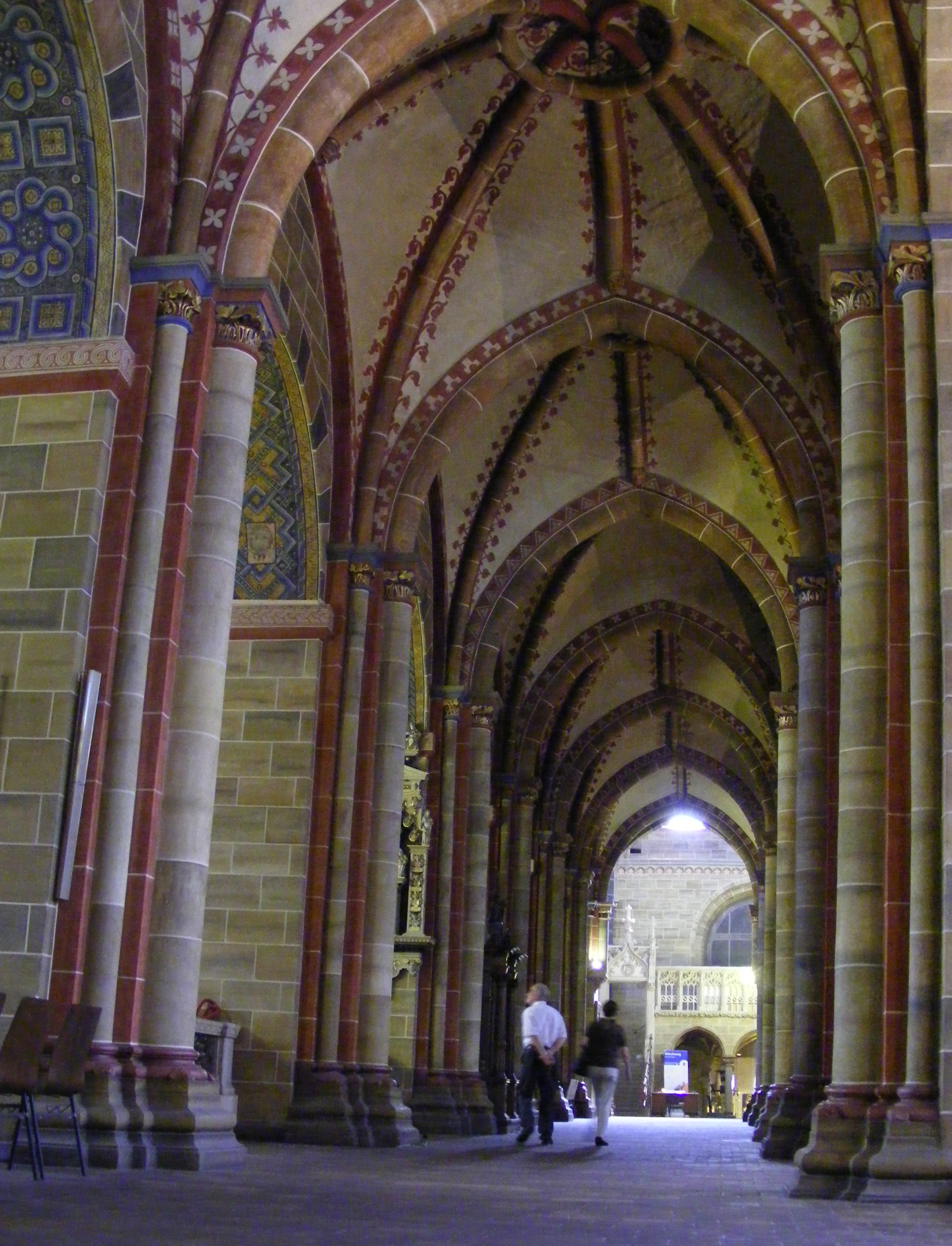
Bóvedas angevinas de la nave lateral meridional de la Catedral de Bremen

A partir de 1200, más o menos, las bóvedas angevinas fueron utilizadas en Westfalia. Los primeros edificios fueron la abadía cisterciense de Marienfeld cerca de Harsewinkel y la iglesia Santa Maria la Grande en Lippstadt. Los muros de estas dos iglesias todavía fueron erigidos en arte románico. En Marienfeld, las cáscaras de las bóvedas ya están de ladrillos. Casi iguales están en la Iglesia de Nuestra Señora de Bremen. En el Norte de Alemaña y de los Países Bajos estas bóvedas y sus modificaciones son típicas en iglesias del gótico inicial. Las demás están todo de ladrillos.

#### Gótico angioiano es otra cosa
El estilo gótico angioiano del Mezzogiorno de Italia no es una influencia de la Francia occidental y no es junto a la Casa de Anjou-Plantagenet. Carlos de Anjou, el fundador de la Casa Capeta de Anjou era un hermano del rey Luis IX de Francia. Cuando el papa Clemente IV concedió a Carlos de Anjou el Reino de Sicilia (y Nápoles), Carlos trajo consigo muchos especialistas franceses. Así, el gótico angioiano es una mixtura del gótico parisiano y tradiciones italianas.